# Resurrection (East 17-album)
A Ressurection az East 17 negyedik stúdióalbuma, mely 1998. november 16-án jelent meg, mely immár Tony Mortimer nélkül készült el, és az utolsó album, melyen Brian Harvey közreműködött. Ezen az albumon már az E-17 nevet használják. Az album stílus jóval lágyabb, mint elődei voltak.

## Újrakiadás
Az albumot 2013-ban újra megjelentették a Demon Music Group kiadónál Greatest címen, melyről csak nagyon kevés információ áll rendelkezésre. A számlistát az eredetitől eltérően válogatták össze, és nem kapott túl nagy népszerűséget sem, így nem sok példányt értékesítettek belőle. Az album dalait a Spotify-on több mint 1000-en hallgatták meg.

## Megjelenések
CD  Arcade Music Company Sweden AB – 955.057-2
- 1Each Time - 3:53 Remix, Producer [Additional] – Marcellus Fernandes, Written By – Brian Harvey, John Hendy , Terry Coldwell , Ivor Reid , Jon Beckford , Mark Reid

- 2 Sleeping In My Head - 4:13 Written By – Brian Harvey , John Hendy , Terry Coldwell , Ivor Reid , Jon Beckford , Mark Reid
- 3	Tell Me What You Want - 4:29 Written By – Brian Harvey , John Hendy , Terry Coldwell , Ivor Reid , Jon Beckford , Mark Reid , Steve Nichol , Jane Eugene , Carl McIntosh
- 4	Betcha Can't Wait - 4:45 Written By – Brian Harvey , John Hendy , Terry Coldwell , Ivor Reid , Jon Beckford , Mark Reid
- 5	Anything (Interlude) - 0:44 Written By – Brian Harvey , John Hendy , Terry Coldwell , Ivor Reid , Jon Beckford , Mark Reid
- 6	Daddy's Gonna Love You - 6:15 Drums [Additional] – Chris Bailey, Written By – Brian Harvey , Terry Coldwell , John Hendy , Phil Harding , Ian Curnow
- 7	I'm Here For You - 3:44 Producer – Harvey Mason Jr., Written By – Brian Harvey , John hendy , Terry Coldwell , Harvey Mason Jr.
- 8	Ain't No Stoppin' - 4:24 Written By – Brian Harvey , John hendy , Terry Coldwell , Ivor Reid , Jon Beckford , Mark Reid
- 9	Falling In Love Again - 3:46 Engineer – Marcellus Fernandes, Written By – Brian Harvey , John Hendy , Terry Coldwell , Ivor Reid , Jon Beckford , Mark Reid
- 10	Whatever You Need - 3:45 Written By – Brian Harvey , John Hendy , Terry Coldwell , Harvey Mason Jr.
- 11	Coming Home (Interlude) - 1:35 Percussion – Robert "Skins" Anderson, Written By – Brian Harvey , John hendy , Terry Coldwell , Ivor Reid , Jon Beckford , Mark Reid
- 12	I Miss You - 4:44 Producer – Harvey Mason Jr., Written By – Aaron Hall
- 13	Another Time - 4:25 Percussion – Robert "Skins" Anderson,  Written By – Brian Harvey , John Hendy , Terry Coldwell , Ivor Reid , Jon Beckford , Mark Reid
- 14	Lately - 4:18 Featuring [All Instruments] – Jon Beckford, Written By – S. Wonder

## Közreműködő előadók
- Design – Blade , E-17
- Hangmérnök – Giles Robinson (dalok: 6, 11, 14), Paul Wright (dal: 2 to 4, 8, 13)
- Producer – Mark Jolley
- Gitár– Andrew Smith (dalok: 1, 3, 4, 6, 8, 9)
- Mixed – Giles Robinson (dalok: 6, 11, 14), Harvey Mason Jr. (dalok: 7, 10, 12), Marcellus Fernandes (dalok: 2 to 4, 8, 9, 13)
- Borító fotó – Derrick Santini
- Fényképezte – Ray Burmistan
- Producer – Ivor Reid (dalok: 1 to 6, 8 to 11, 13, 14), Jon Beckford (dalok: 1 to 6, 8 to 11, 13, 14), *Mark Reid (tracks: 1 to 6, 8 to 11, 13, 14)
- Producer [Asszisztens] – Brian Harvey (dalok: 1 to 6, 8 to 11, 13, 14), John Hendy (dalok: 1 to 6, 8 to 11, 13, 14), Terry Coldwell (dalok: 1 to 6, 8 to 11, 13, 14)